# Station Sint Annaparochie
Station Sint Annaparochie is een voormalig spoorwegstation in Sint Annaparochie aan de spoorlijn Stiens-Harlingen. Het station werd geopend op 2 december 1902 en gesloten op 1 december 1940.
Het stationsgebouw werd gebouwd in 1901. Het gebouw lag aan de Steven Huygenstraat, en is tegenwoordig als woonhuis ingericht.
Dit station is gebouwd naar het stationsontwerp met de naam Standaardtype NFLS, die voornamelijk werd gebruikt voor verschillende spoorwegstations in Friesland. Het station  viel binnen het type NFLS halte 1e klasse.